# Oklahoma City
Oklahoma City (in inglese spesso indicata con la sigla OKC) è un comune (city) degli Stati Uniti d'America che si trova tra le contee di Oklahoma (della quale è capoluogo), Canadian, Cleveland, e Pottawatomie, ed è la capitale dello Stato dell'Oklahoma. La popolazione era di 649 021 persone al censimento del 2018, il che la rende la città più popolosa dello stato, e la ventesima città più popolosa della nazione.

## Geografia fisica
Secondo lo United States Census Bureau, ha un'area totale di 196,8 miglia quadrate (483,8 km²).

## Storia
La data di fondazione di Oklahoma City è fissata al 22 aprile 1889, quando in un solo giorno 10 000 persone si stabilirono nell'area dell'attuale centro cittadino o Downtown. Nel giro di pochi anni la popolazione raddoppiò e quando venne ammessa nell'Unione aveva ormai sorpassato per numero d'abitanti e per importanza commerciale la capitale statale Guthrie.
Grazie ad una politica mirata la città si dotò di infrastrutture ferroviarie e tranviarie. Nel 1910 ottenne il titolo di capitale.
Il 4 dicembre 1928 venne scoperto il petrolio, spuntarono pozzi in tutta la città che poté crescere ed arricchirsi ulteriormente, ma la Grande depressione non risparmiò neppure OKC; nel 1935 fu edificata sul fiume North Canadian una Hooverville abitata da poveri e disoccupati. Durante tutto il secondo dopoguerra la città fu soggetta ad un declino inarrestabile, e a partire dagli anni settanta una buona parte della popolazione cittadina si trasferì nelle città-satelliti cresciute attorno alla città. Le autorità cittadine decisero di risanare e abbellire il Downtown ma il progetto rimase incompleto.
Nel 1992 venne attuato un progetto miliardario per il rilancio di OKC che prevedeva la costruzione del nuovo stadio del baseball, la creazione di un canale nel quartiere di Bricktown, un nuovo centro civico, nuovi sentieri lungo il fiume North Canadian e una nuova biblioteca. La costruzione di queste opere permise alla città di avere un aspetto più accogliente e turistico.
Il 19 aprile 1995 un palazzo governativo venne distrutto dall'esplosione di un camion imbottito di 3000 kg di esplosivo, in un attentato terroristico che causò la morte di 168 persone. Fino all'11 settembre 2001 fu il più grave attentato avvenuto negli Stati Uniti.
Nel 1999 la città fu colpita da un violento tornado che causò 36 vittime; il 20 maggio 2013 la città è stata nuovamente colpita: il bilancio preliminare è di 24 morti e qualche centinaio di feriti, con danni anche a scuole e ospedali.

## Società

### Evoluzione demografica
Secondo il censimento del 2010, c'erano 579 999 persone.
Secondo gli ultimi dati del 2018, la città ha 649 021 abitanti.

### Etnie e minoranze straniere
Secondo il censimento del 2010, la composizione etnica della città era formata dal 62,7% di bianchi, il 15,1% di afroamericani, il 3,5% di nativi americani, il 4,0% di asiatici, lo 0,1% di oceaniani, il 9,4% di altre etnie, e il 5,2% di due o più etnie. Ispanici o latinos erano il 17,2% della popolazione.

## Infrastrutture e trasporti
La città è servita dall'Aeroporto di Oklahoma City Will Rogers World. Dispone di una rete tranviaria con due linee.

## Amministrazione

### Gemellaggi
- Haikou
- Puebla de Zaragoza
- Rio de Janeiro
- Tainan
- Taipei
- Ul'janovsk
- Kigali

## Sport
Dal 2008 la città è sede degli Oklahoma City Thunder franchigia della NBA. Nell'hockey su ghiaccio la città ospitava gli Oklahoma City Barons, squadra della American Hockey League, che si è sciolta nel 2015.